# 神泉薫
神泉 薫（しんせん かおる、1971年12月10日 - ）は、日本の詩人。茨城県常陸太田市生まれ。神奈川県在住。玉川大学文学部英米文学科卒業。日本文藝家協会会員。

## 来歴
- 2003年、中村恵美（なかむら めぐみ）の筆名による詩集『火よ！』（2002年、書肆山田）で、第8回中原中也賞受賞。
- 2007年1月より、詩人、朗唱家の天童大人プロデュースによるプロジェクト、肉聲で自作詩を聲に乗せるアートパフォーマンス  Projet La Voix des Poètes（詩人の聲）に参加。
- 2009年4月、筆名を神泉薫(しんせんかおる)へ変更。
- 2012年、詩集『あおい、母』（2012年、書肆山田）で、平成24年度茨城文学賞詩部門受賞。
- 2014年、月刊絵本『ふわふわ ふー』（2014年5月号、絵／三溝美知子、福音館書店「こどものとも0.1.2.」230号）
- 2016年3月、茨城県常陸太田大使[3]に任命される。
- 2017年7月～2018年6月、調布FMラジオ「神泉薫のことばの扉」　毎週木曜日 22:45～23:00 放送。10月より、毎週土曜日に変更　19:15～19:30放送。
- 2018年7月～2019年6月、調布FMラジオ「ＶΘＥＭＥ！　現代の詩の聲とコトバを聴く　ＶΘＥＭＥ」　詩人、天童大人とともに進行役を務める。　毎週水曜日 21:30～21:45 放送。
- 2019年４月、詩集『白であるから』（2019年、七月堂）出版。
- 2019年10月～2020年9月、調布FMラジオ「神泉薫　Semaison　言葉の庭へ」　毎週木曜日 22:45～23:00 放送。
- 2019年12月、月刊絵本『てのひらいっぱい　あったらいいな』（2020年1月号、絵／網中いづる、福音館書店「こどものとも 年少版」514号）
- 2021年8月、試論集『十三人の詩徒』（七月堂）出版。
- 2022年２月、童話『童話　月夜のしずく』（Edition Semaison）制作。
- 2022年５月、童話『童話　ねずみのホープ』（Edition Semaison）制作。
- 2023年４月～調布FMラジオ「神泉薫　Semaison　言葉の庭へ　第２章」　毎月第１、２週目の金曜日 20:45～21:00 放送。
- 2023年６月、エッセイ集『光の小箱』（七月堂）出版。
- 2025年６月、詩集『星を抱く、子どもたち』（七月堂）出版。

## 著作
中村恵美名義
- 『火よ！』（2002年、書肆山田）　第8回中原中也賞
- 『Flame』（2004年、山口市） 『火よ！』の英訳詩集
- 『十字路』（2005年、書肆山田）

神泉薫名義
- 『あおい、母』（2012年、書肆山田）　平成24年度茨城文学賞
- 『ふわふわ ふー』（2014年５月号、絵／三溝美知子、福音館書店「こどものとも0.1.2」230号）
- 『白であるから』（2019年、七月堂）
- 『てのひらいっぱい　あったらいいな』（2020年1月号、絵／網中いづる、福音館書店「こどものとも 年少版」514号）
- 『十三人の詩徒』（2021年、七月堂）
- 『童話　月夜のしずく』（2022年、Edition Semaison）
- 『童話　ねずみのホープ』（2022年、Edition Semaison）
- 『光の小箱』（2023年、七月堂）
- 『星を抱く、子どもたち』（2025年、七月堂）

## 詩人の聲、参加記録
- 神泉 薫ホームページ 参照。